# Zuiderhaven (Groningen)
De Zuiderhaven is het na 1874 tot haven aangewezen zuidelijkste deel van de voormalige westelijke vestinggracht van Groningen.
Het water wordt in zeer beperkte mate gebruikt als haven, echte havenfaciliteiten ontbreken. De haven wordt begrensd door de Sluiskade, de Emmasingel en de Praediniussingel en ligt tussen de Aa en het Hoornsediep. Via de Westerhavensluis en het Eendrachtskanaal is er een verbinding met het Hoendiep, via het Verbindingskanaal met de Oosterhaven en het Eemskanaal, via de Aa met het Reitdiep en de Noorderhaven.
Sinds de bouw van het Groninger Museum in het Verbindingskanaal is het clubgebouw van roeivereniging De Hunze gevestigd aan de oostoever van de Zuiderhaven.

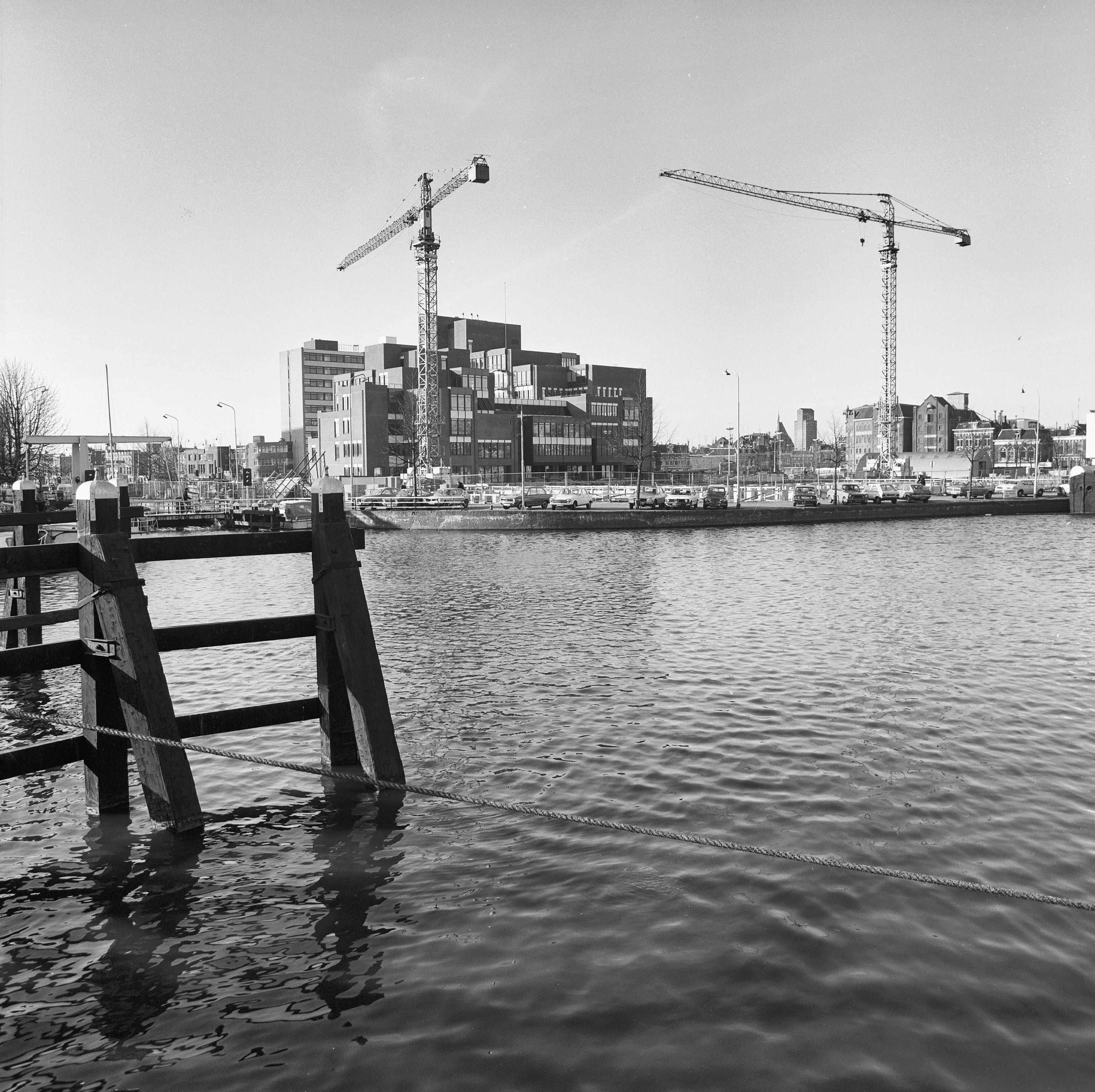
Appartementen in aanbouw aan de Sluiskade (1980)
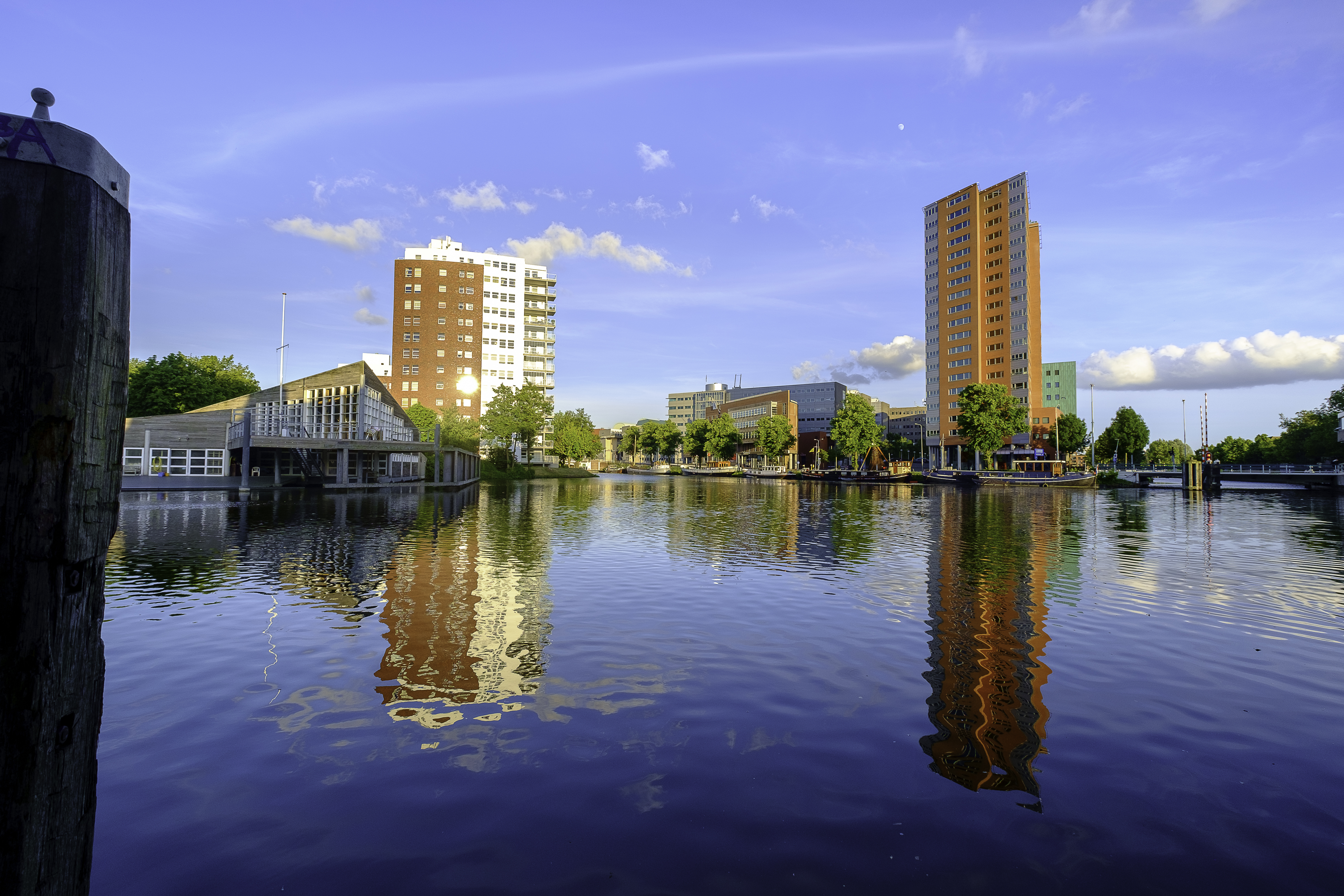
De Zuiderhaven vanaf de kade Bij de Sluis
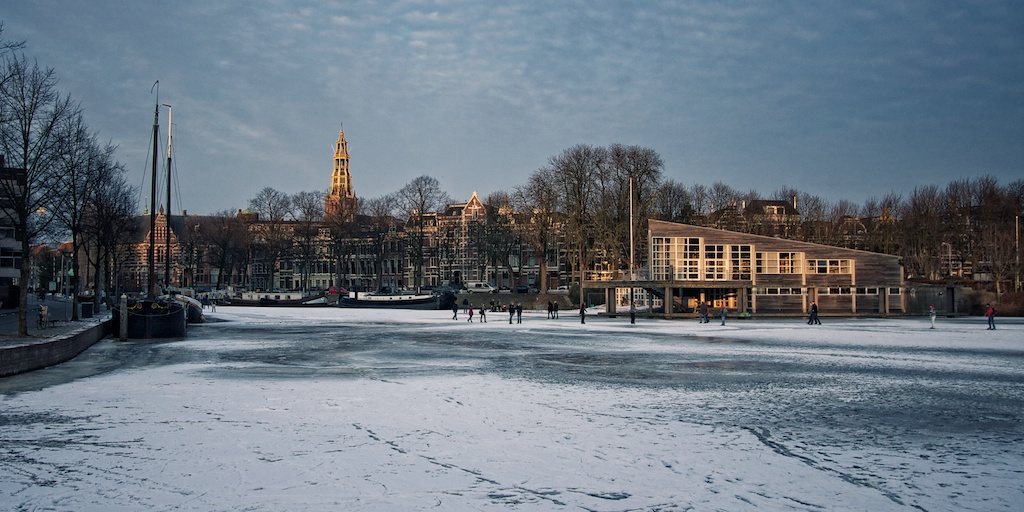
In de winter
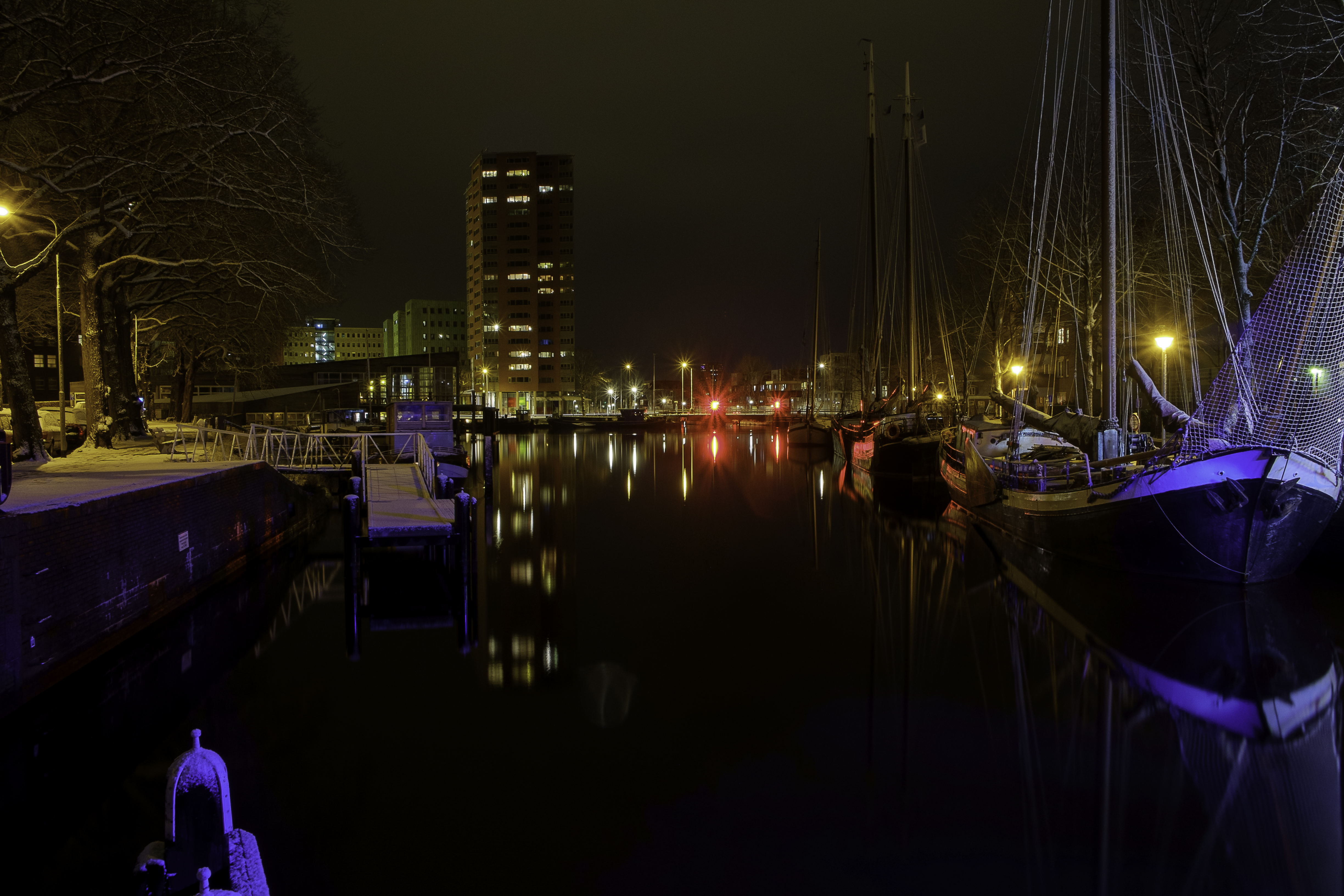
Bij avond vanaf de Museumbrug
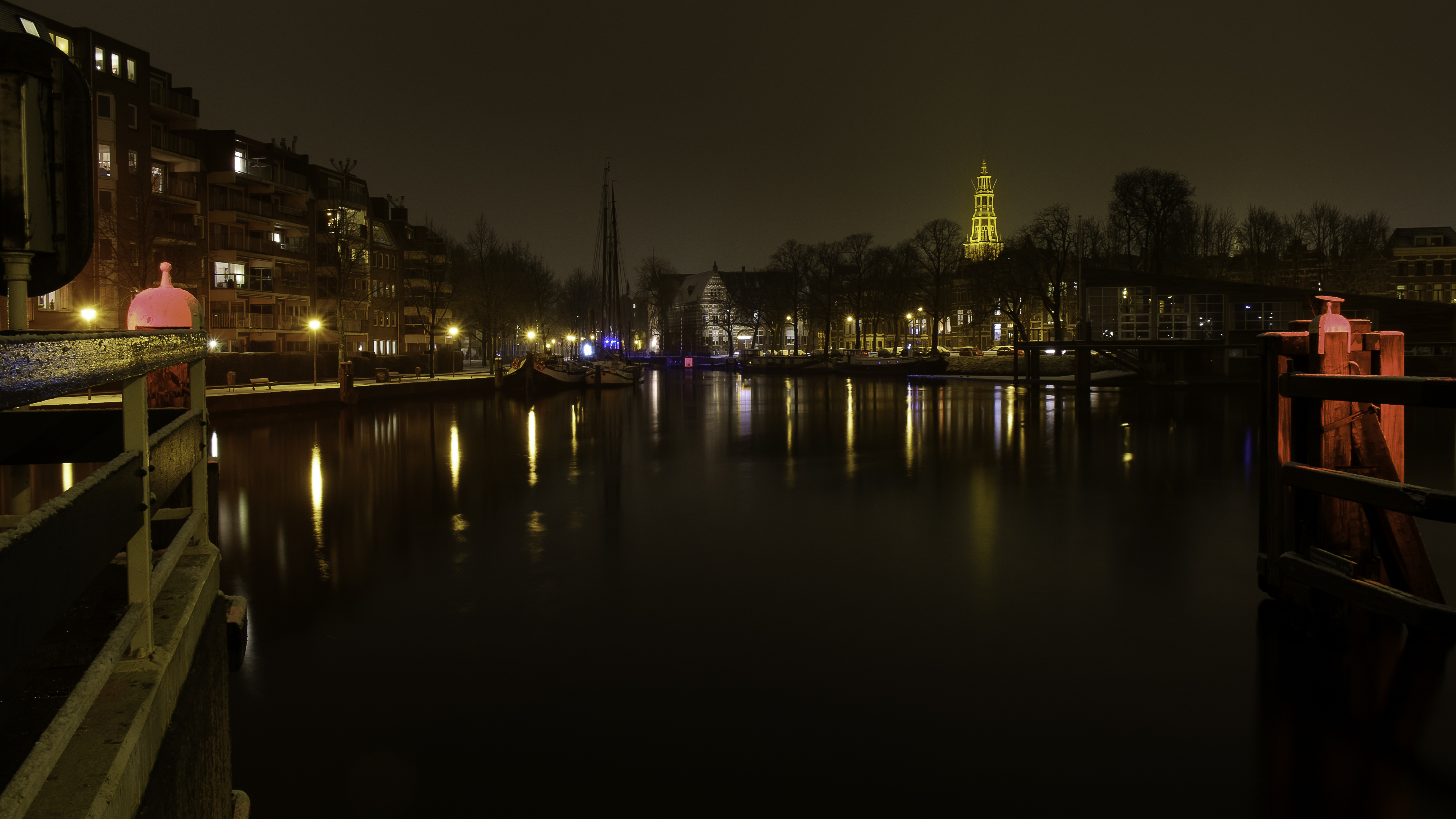
Bij avond vanaf de Eelderbrug
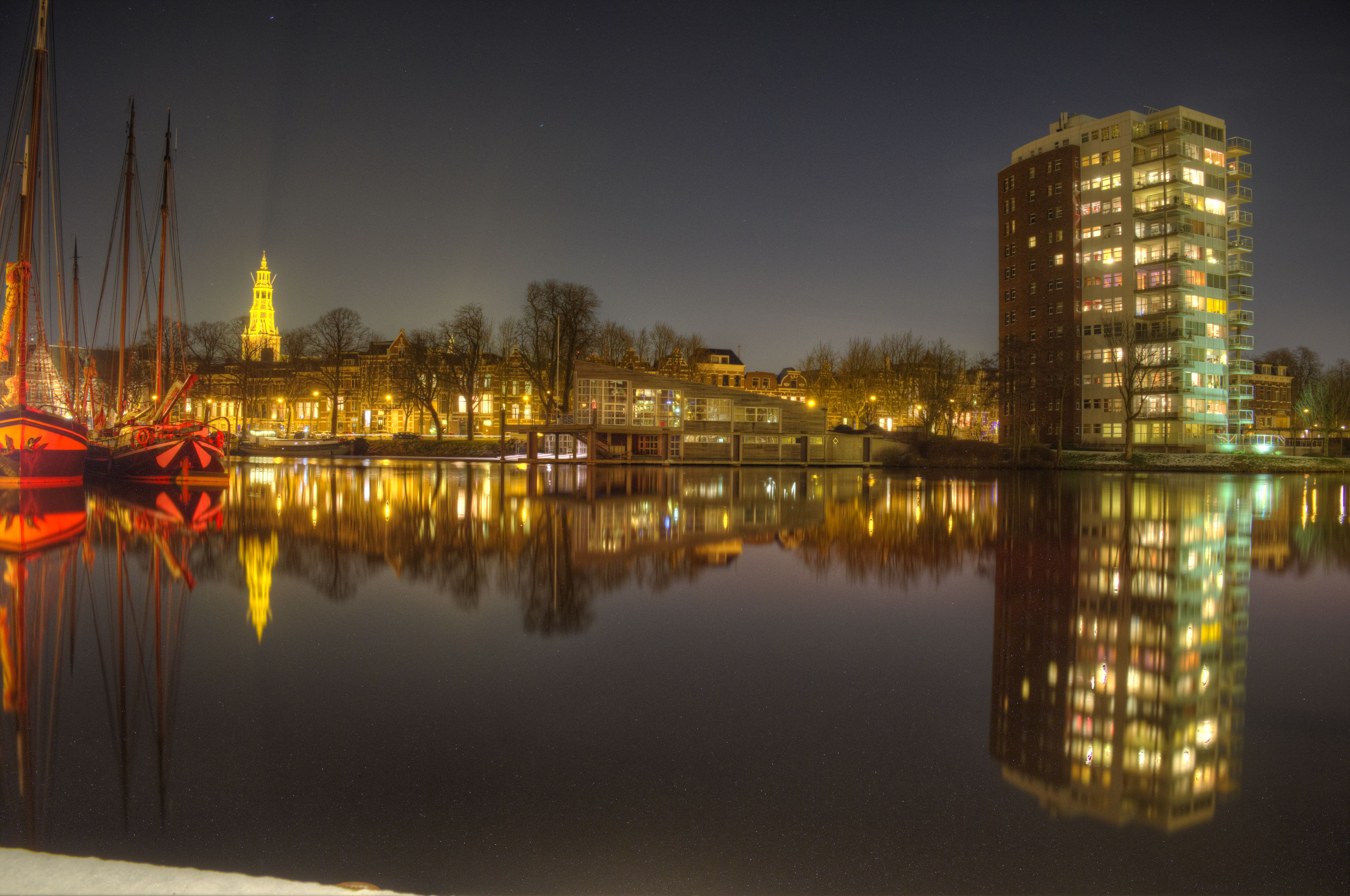
Bij avond vanaf de kade Bij de Sluis